# Irrintzina
L'Irrintzina ou Irrintzia  (irrintzi signifie « cri » en basque) est le cri des bergers basques ou pyrénéens imitant le hennissement du cheval. Ce cri festif, qui ponctue souvent les danses basques, sert à se signaler en montagne.
Connu des montagnards des deux rives de la Méditerranée (Suisses, Auvergnats, Gascons, Pyrénéens, Berbères…), il servait peut-être à l'origine à manipuler les déplacements des troupeaux sauvages en montagne.
Il procède de ces techniques de communication entre les reliefs d'une vallée dont la forme la plus aboutie est le langage sifflé d'Aas (Béarn).

## Hommages
- Irrintzina est aussi le nom d'un roman Thriller/fantastique de Philippe Ward, publié en 2000.
- Irrintzina est également une chanson de Michel Etcheverry en hommage à ce cri de ralliement et au roman de Philippe Ward.
- Irrintzina (film) est également un documentaire de 2017 retraçant les premières années du mouvement Alternatiba, né au Pays basque puis essaimé en France et ailleurs, qui alerte sur l'urgence climatique et tente de mobiliser la population.